# Leidsche Voetbalbond
De Leidsche Voetbalbond (LVB) is een voormalig voetbalbond in Nederland opgericht op 18 november 1903. In 1996 werd de bond opgeheven door herstructurering bij de KNVB.

## Geschiedenis
De clubs uit Leiden vielen aanvankelijk onder de Haagsche Voetbalbond (HVB), die in 1894 al was opgericht, maar voelden zich achtergesteld. Zij werden ‘stiefmoederlijk’ behandeld door de HVB en meenden dat de bond de belangen van de Haagse clubs liet prevaleren boven die van hen. LC & FC Ajax, De Sportman en VV Beresteyn besloten om die reden een eigen Leidsche voetbalbond op te richten. Op 18 november 1903 vond de oprichtingsvergadering plaats, maar pas op 20 augustus 1904 werd de LVB erkend door de overkoepelende Nederlandse Voetbalbond.